# 濱口誠
濱口 誠（はまぐち まこと、1965年〈昭和40年〉5月18日 - ）は、日本の政治家。国民民主党所属の参議院議員（2期）。国民民主党政務調査会長兼役員室長。全日本自動車産業労働組合総連合会（自動車総連）組織内議員。

## 経歴
三重県松阪市生まれ。両親は漁業を営んでいた。三重県立松阪高等学校卒業。1988年、筑波大学第三学群社会工学類を卒業後、トヨタ自動車に入社。1996年、全トヨタ労連の専従職員となる。2010年にトヨタ自動車に職場復帰し、2013年からはインドネシアのトヨタアストラ自動車販売株式会社に出向。2015年、自動車総連特別中央執行委員に就任。
2016年、引退を表明した直嶋正行の後継候補として、第24回参議院議員通常選挙に比例区から民進党公認で立候補。濱口の得票数は比例候補者22人中2位。同党が比例で獲得した11議席のうちに入り、初当選を果たした。
2017年10月27日、民進党代表の前原誠司が、同月の衆院選で党を分裂させる形で戦う原因をつくったことについて陳謝し、引責辞任を正式に表明。前原の辞任に伴う代表選挙（10月31日実施）では大塚耕平の推薦人に名を連ねた。
2018年5月7日、民進党と希望の党の合流により結党された国民民主党に参加。5月8日、国民民主党の組織委員長代理に就任した。
2020年9月1日、産業別労働組合の支援を受ける国民民主党の濱口誠（自動車総連）、古本伸一郎（同）、礒崎哲史（同）、浅野哲（電機連合）、矢田稚子（同）、小林正夫（電力総連）、浜野喜史（同）、川合孝典（UAゼンセン）、田村麻美（同）ら組織内国会議員9人は、立憲民主党と国民民主党が合流する新党に参加しないと決めた。9月7日、玉木雄一郎を中心とする（新）国民民主党に加わる国会議員の募集が締め切られる。同党には矢田、浅野、小林、浜野の4人が参加し、濱口は無所属で活動することとなった。
2021年3月24日、磯崎哲史、田村麻美と共に（新）国民民主党へ入党した。
2022年6月、第26回参議院議員通常選挙の公示前、三河地方の労組の間で「トヨタ労組がまた、候補者を取り下げるぞ」との噂が流れた。候補者とは濱口のことであった。前年10月14日に愛知11区の社内候補の古本伸一郎が突然、衆院選不出馬を表明したことは関係者の間で尾を引いていた。さらに公示5日前の6月17日、岸田文雄首相がトヨタ自動車元町工場を視察したことが全トヨタ労連の動きを鈍らせた。
同年7月10日投開票。国民民主党は比例代表で3議席を獲得。濱口は党内得票数2位で再選。同年8月の党人事で役員室長に就任し、執行役員入りを果たした。2024年4月30日より、同日付で離党した大塚耕平の後任として党政務調査会長を兼務。

## 政策・主張

### 憲法
- 憲法改正について、2016年の朝日新聞社のアンケートで「どちらかと言えば反対」と回答[16]。同年の毎日新聞社のアンケートで「賛成」と回答[17]。2022年のNHKのアンケートで「賛成」と回答[18]。
- 9条改憲について、2016年の毎日新聞社のアンケートで「反対」と回答[17]。2022年の毎日新聞社のアンケートで「改正して、自衛隊の存在を明記すべきだ」と回答[19]。9条への自衛隊の明記について、2022年のNHKのアンケートで「賛成」と回答[18]。
- 憲法を改正し緊急事態条項を設けることについて、2022年のNHKのアンケートで「賛成」と回答[18]。

### 外交・安全保障
- 「他国からの攻撃が予想される場合には先制攻撃もためらうべきではない」との問題提起に対し、2016年のアンケートで「反対」と回答[16]。
- 敵基地攻撃能力を持つことについて、2022年のNHKのアンケートで「どちらかと言えば賛成」と回答[18]。
- 「北朝鮮に対しては対話よりも圧力を優先すべきだ」との問題提起に対し、2016年のアンケートで「どちらとも言えない」と回答[16]。
- 安全保障関連法の成立について、2016年の毎日新聞社のアンケートで「廃止すべき」と回答[17]。
- 普天間基地の移設問題について、2016年の毎日新聞社のアンケートで回答しなかった[17]。普天間基地の辺野古移設について、2022年の毎日新聞社のアンケートで「どちらかと言えば賛成」と回答[19]。
- ロシアは2022年2月24日、ウクライナへの全面的な軍事侵攻を開始した[20]。日本政府が行ったロシアに対する制裁措置についてどう考えるかとの問いに対し、2022年のNHKのアンケートで「さらに強めるべきだ」と回答[18]。同年の毎日新聞社のアンケートで「制裁をより強めるべきだ」と回答[19]。
- 2022年6月7日、政府は経済財政運営の指針「骨太方針」を閣議決定した。NATO加盟国が国防費の目標としている「GDP比2％以上」が例示され、防衛力を5年以内に抜本的に強化する方針が明記された[21]。「防衛費を今後どうしていくべきだと考えるか」との問いに対し、2022年のNHKのアンケートで「ある程度増やすべき」と回答[18]。
- 徴用工訴訟問題や慰安婦問題などをめぐり日韓の対立が続くなか、関係改善についてどう考えるかとの問いに対し、2022年の毎日新聞社のアンケートで「韓国政府がより譲歩すべきだ」と回答[19]。

### ジェンダー
- 選択的夫婦別姓制度の導入について、2016年のアンケートで「どちらとも言えない」と回答[16]。2022年のNHKのアンケートで「賛成」と回答[18]。
- 同性婚を可能とする法改正について、2016年のアンケートで「どちらとも言えない」と回答[16]。2022年のNHKのアンケートで「賛成」と回答[18]。
- クオータ制の導入について、2016年のアンケートで「どちらかと言えば賛成」と回答[16]。2022年のNHKのアンケートで「どちらかと言えば賛成」と回答[18]。

### その他
- 永住外国人への地方参政権付与について、2016年のアンケートで「どちらかと言えば賛成」と回答[16]。
- 首相の靖国神社参拝について、2016年のアンケートで「どちらとも言えない」と回答[16]。
- 「治安を守るためにプライバシーや個人の権利が制約されるのは当然だ」との問題提起に対し、2016年のアンケートで「どちらとも言えない」と回答[16]。
- 「原子力発電所は日本に必要だと思うか」との問いに対し、2016年の毎日新聞社のアンケートで「当面は必要だが、将来的には廃止すべき」と回答[17]。
- 2016年の米国大統領選挙について「ドナルド・トランプとヒラリー・クリントンのどちらを支持するか」との問いに対し、2016年の毎日新聞社のアンケートで「クリントン」と回答[17]。

- 2016年2月8日、高市早苗総務大臣は、放送局が政治的公平性を欠く放送を繰り返した場合、放送法4条違反を理由に電波停止を命じる可能性に言及した[22][23]。安倍晋三首相は2月15日の衆議院予算委員会で野党の批判に反論し、高市の発言を擁護した[24]。政府の姿勢をどう思うかとの問いに対し、2016年の毎日新聞社のアンケートで「問題だ」と回答[17]。
- 国会議員の被選挙権年齢の引き下げについて、2022年の毎日新聞社のアンケートで「賛成」と回答[19]。
- 「岸田文雄首相の政権運営をどの程度評価するか」との問いに対し、2022年のNHKのアンケートで「ある程度評価する」と回答[18]。
- 受動喫煙防止を目的とした健康増進法改正について、原則屋内禁煙に賛成。2018年7月4日の参院本会議では、非喫煙者の多数が飲食店や職場などで受動喫煙にあっている実態を紹介し、受動喫煙のない日本社会を作り上げていくことを呼び掛けた[25]。

## 選挙歴
| 当落 | 選挙                     | 執行日         | 年齢 | 選挙区       | 政党       | 得票数     | 得票率 | 定数 | 得票順位 /候補者数 | 政党内比例順位 /政党当選者数 |
| ---- | ------------------------ | -------------- | ---- | ------------ | ---------- | ---------- | ------ | ---- | ------------------ | ---------------------------- |
| 当   | 第24回参議院議員通常選挙 | 2016年07月10日 | 51   | 参議院比例区 | 民進党     | 26万6623票 | 2.26%  | 48   | 2/22               | 2/11                         |
| 当   | 第26回参議院議員通常選挙 | 2022年07月10日 | 57   | 参議院比例区 | 国民民主党 | 23万4744票 | 7.42%  | 50   | 2/9                | 2/3                          |